# Décembre 1924

## Événements
- 2 décembre[1] : traité de commerce avec la Grande-Bretagne.

- 7 décembre : élections législatives

- 11 décembre : le pilote français Bonnet bat le record du monde de vitesse pure en avion : 448,170 km/h.
- 11 décembre : Loi rendant les femmes commerçantes éligibles aux chambres de commerce.

- 13 décembre : premier vol de l'avion américain NM-1 de la Naval Aircraft Factory, construit pour étudier le tout métal pour l'aviation navale[2].

- 20 décembre :
  - Adolf Hitler, amnistié par le gouvernement bavarois, sort de prison après 13 mois au lieu des 5 ans prévus. Il y a rédigé son manifeste Mein Kampf (Mon combat) qui paraîtra en 1925.
  - URSS : dénonçant l’idée de révolution permanente défendue par Trotski, Staline lance le slogan de l’Edification du socialisme dans un seul pays.

- 26 - 27 décembre (Inde) : session du Parti du Congrès à Belgaum.
- 30 décembre : Découverte par Edwin Hubble de l'existence d'autres galaxies.

## Naissances
- 3 décembre : Francisco Sionil José, écrivain philippin († 6 janvier 2022).
- 4 décembre : Jacques Thébault, acteur français de doublage († 15 juillet 2015).
- 5 décembre : George Savalas, acteur américain († 2 octobre 1985).
- 9 décembre : Manlio Sgalambro, philosophe, poète et dramaturge italien († 6 mars 2014).
- 10 décembre : Nabi Khazri, poète azerbaïdjanais († 15 janvier 2007).
- 11 décembre :
  - Olga Bianchi, pacifiste et féministe chilienne († 30 août 2015).
  - Giovanni Saldarini, cardinal italien, archevêque émérite de Turin († 18 avril 2011).
- 14 décembre : 
  - Andrew Thompson, chef du Parti libéral de l'Ontario.
  - Siiri Rantanen, skieuse finlandaise († 5 mai 2023).
- 15 décembre : Esther Bejarano, musicienne allemande († 10 juillet 2011).
- 19 décembre :
  - Doug Harvey, joueur de hockey sur glace († 26 décembre 1989).
  - Michel Tournier, écrivain français († 18 janvier 2016).
  - Cicely Tyson, actrice américaine († 28 janvier 2021).
- 20 décembre : Friederike Mayröcker, écrivaine autrichienne († 4 juin 2021).
- 21 décembre : Cristo Milonet voit le jour.
- 24 décembre : Marc Ferro, historien réalisateur et résistant français († 21 avril 2021).
- 25 décembre : Moktar Ould Daddah, homme d'État mauritanien († 15 octobre 2003).
- 26 décembre : Paul Chambrillon, critique dramatique, chroniqueur gastronomique († 28 décembre 2000).

## Décès
- 7 décembre : Charles Hermans, peintre belge (° 17 août 1839).
- 11 décembre : « Maera » (Manuel García López), matador espagnol (° 11 décembre 1896).
- 27 décembre : Léon Bakst, peintre russe (° 10 mai 1866).